# Turza Wielka (Mława)
Pour les articles homonymes, voir Turza Wielka.
Turza Wielka (prononciation : [ˈtuʐa ˈvjɛlka]) est un village polonais de la gmina de Dzierzgowo dans le powiat de Mława de la voïvodie de Mazovie dans le centre-est de la Pologne.
Il se situe à environ 4 kilomètres au nord-est de Lipowiec Kościelny (siège de la gmina), 9 kilomètres à l'ouest de Mława (siège du powiat) et à 113 kilomètres au nord-ouest de Varsovie (capitale de la Pologne).
Le village compte approximativement une population de 560 habitants.

## Histoire
De 1975 à 1998, le village appartenait administrativement à la voïvodie de Ciechanów.